# Castello di Asso
Il castello di Asso era una struttura di difesa situata nel comune di Asso, in provincia di Como.

## Storia e descrizione
Il castello di Asso, che sorge non molto lontano dalla chiesa prepositurale, fu eretto nel XII secolo. È certo che chi lo costruì riprese il modello del castello di borgo, il quale era situato in un'area sopraelevata e facilmente difendibile, con mura che racchiudevano gli edifici per le truppe e le abitazioni civili, il pozzo, le stalle e i magazzini.
La torre è stata datata tra XII e XIII secolo sulla base delle osservazioni effettuate in occasione del Censimento dei Castelli della Lombardia, pubblicato nel 1991 da Regione Lombardia (Settore Cultura e Informazione – Servizio Musei e Beni Culturali) a cura di F. Conti, V. Hybsch e A. Vincenti dell'Istituto Italiano dei Castelli.
Il castello sorge su un ceppo, misura ventuno metri dal suolo, con un lato di quaranta e oltre due metri di spessore murario. Oltre le mura stavano due piazze d'armi e intorno a queste, alla distanza di nove metri, girava un bastione a terrapieno con un muro merlato per i balestrieri in grado d'impedire l'uso di macchine belliche e arieti contro mura e torre.

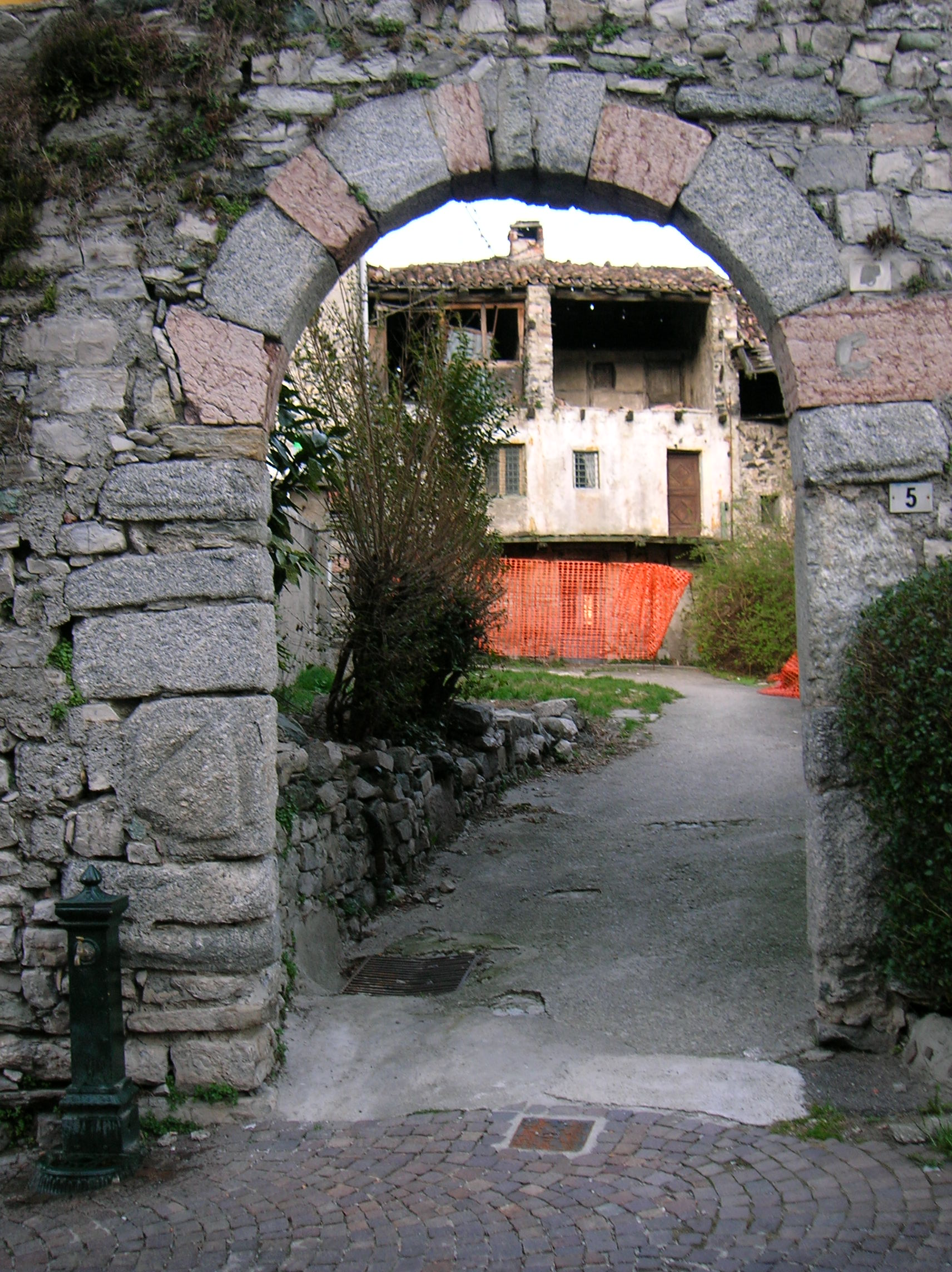
Portone d'entrata del castello di Asso

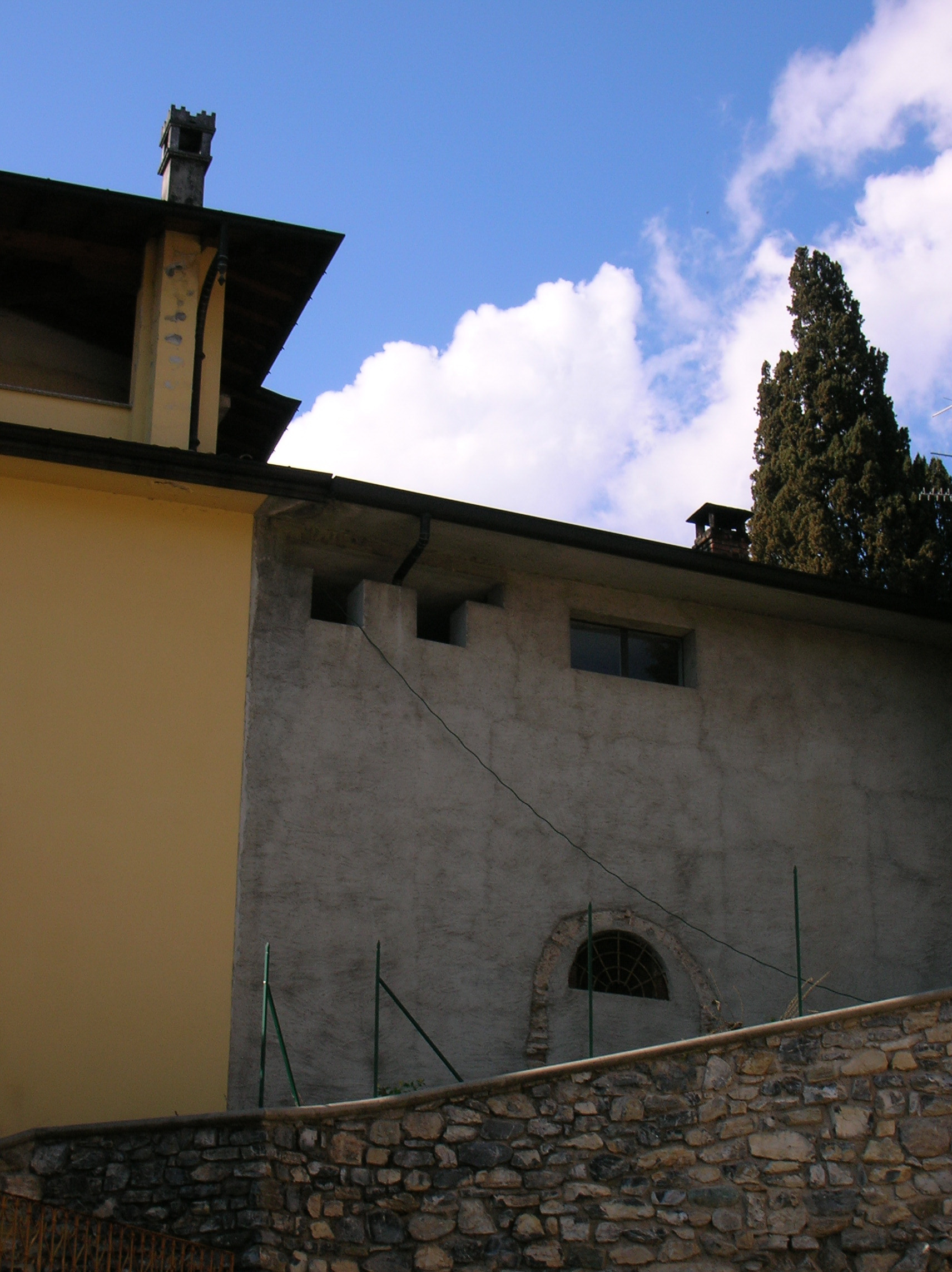
Le mura del castello, ora inglobate in un'abitazione

Le sue mura scendevano dalla torre verso la chiesa di San Giuseppe, circondavano la vecchia piazza del Mercato (ora piazza Mazzini) e proseguivano fino alla chiesa parrocchiale di San Giovanni, costruita sulle stesse mura; da qui, si ricollegavano al nucleo del borgo fortificato. Alcuni ritengono che queste mura siano state distrutte almeno parzialmente nel 1314 da Facciolo della Pusterla, intento a saccheggiare e devastare la Valassina, e che siano state ricostruite successivamente, essendo ancora visibili alla fine del XVIII secolo. Oggi ne restano solo tratti, non facilmente individuabili, nell'abitato.
La torre, probabilmente il mastio, a base quadrata, ha grossi blocchi agli spigoli. Al giorno d'oggi è alta trenta metri, sebbene sia stata diminuita in altezza per la raccolta di materiale da destinare alle costruzioni delle chiese prepositurale e del Santo Crocefisso; è una delle poche parti del castello in buono stato di conservazione, anche se sono presenti alcune finestre estranee alla costruzione originale.
Appena gli spagnoli si impadronirono del ducato di Milano, nel 1555, ordinarono la demolizione di tutti i castelli, tuttavia alcuni cittadini, fra cui Cornelio, Alvisio e Cristoforo Curioni, e Angelo Sormanno, di Asso, riuscirono a evitare che venisse distrutto.
Il castello risulta utilizzato con capitano, il marchese Andrea Locatelli, e guardie, pagati dal comune, alla fine del XVII secolo. Dal 1985 il castello è stato abbandonato, tranne alcune parti ancora abitate. La torre e la corte sono in decadenza.